# Dalpe

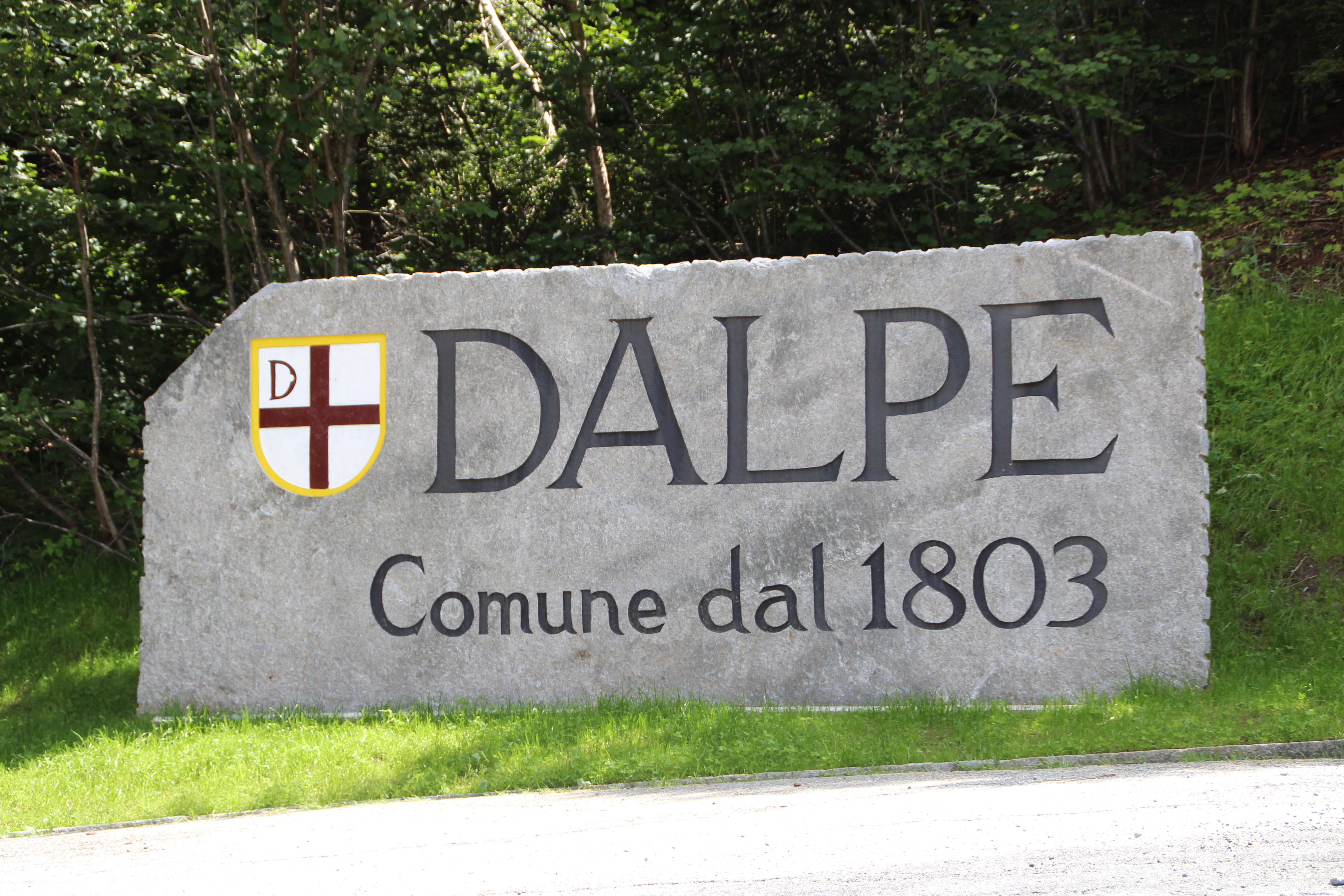
Steintafel am Ortseingang

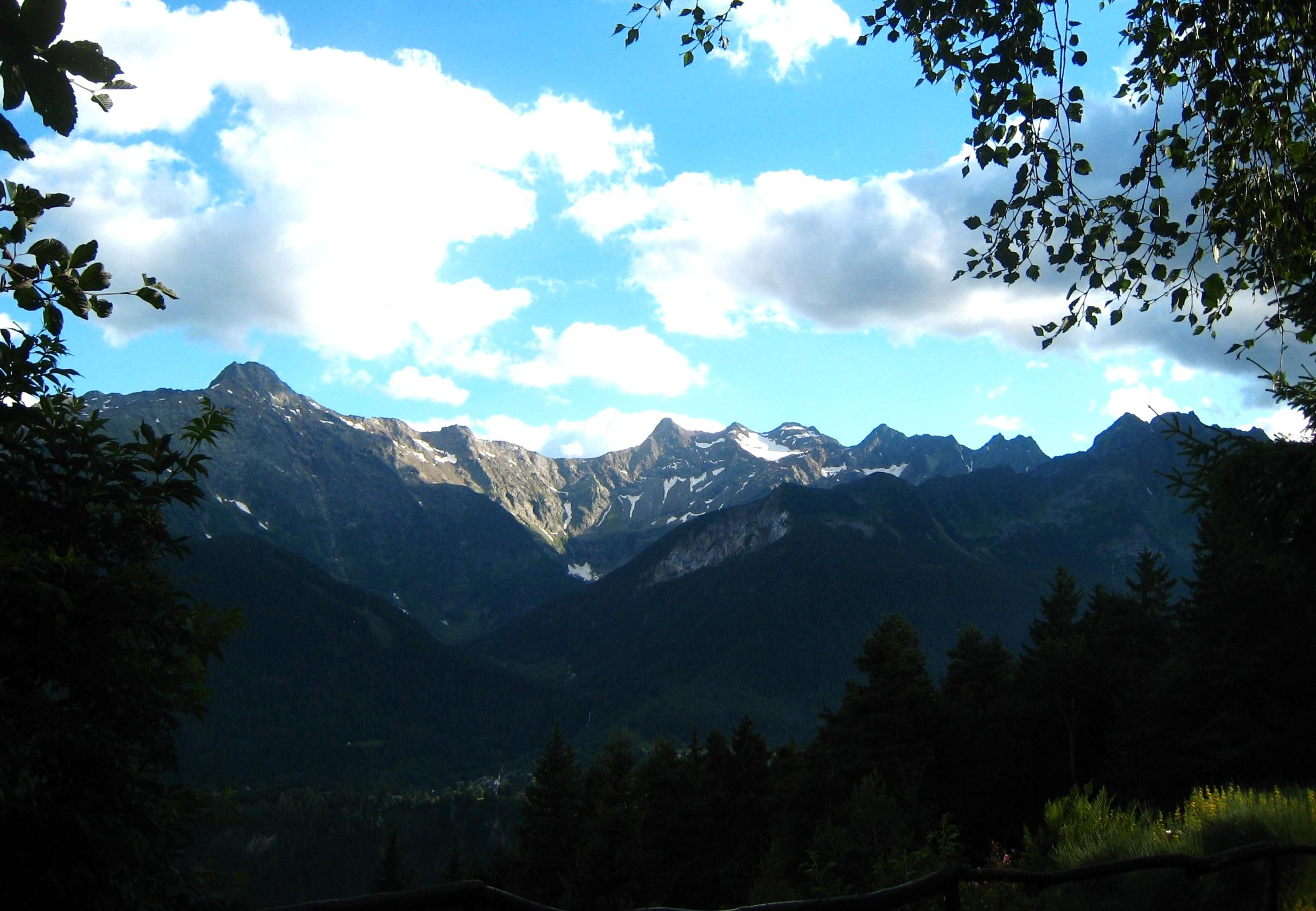
Pizzo Forno und Campo Tencia-Gebirge

Dalpe ist eine politische Gemeinde im Kreis Quinto im Bezirk Leventina des Kantons Tessin in der Schweiz.
Das Bergdorf Dalpe liegt auf einer Hochebene am Eingang des Val Piumogna, einem rechten Seitental des Valle Leventina. Dazu gehört der Weiler Cornone, der mit Dalpe die Gemeinde bildet.

Valle Leventina, Blick Richtung Nordwesten zum Pizzo Centrale. Historisches Luftbild von Werner Friedli (1954)

## Geographie
Dalpe ist die südlichste Gemeinde der oberen Leventina (Alta Leventina) und gehört mit der Gemeinde Quinto zum Kreis Quinto. 1866 haben sich Dalpe und Cornone von Prato getrennt. Die Gemeinde grenzt im Norden an Prato, im Osten und im Süden an Faido und im Westen an Lavizzara.
Dank seiner Lage auf der Hochebene ist Dalpe vom Durchgangsverkehr auf der Gotthardachse nicht belastet. Die Gemeinde hat sich im Verlauf des 20. Jahrhunderts immer mehr entvölkert und zählt heute etwa 180 Einwohner. Diese sind meist Pendler oder im Baugewerbe tätig. Die Landwirtschaft beschäftigt nur noch wenige Familien. Seit den 1950er-Jahren wurden in Dalpe und vor allem in Cornone zahlreiche Ferienhäuser gebaut, so dass die Ortschaft über die Sommermonate bis zu 800–900 Einwohner zählen kann.
Auf dem Gebiet der Gemeinde liegt das Val Piumogna. Im oberen Teil dieses Tales liegt die Capanna Campo Tencia des Schweizerischen Alpen-Clubs. Durch das Tal fliesst die Piumogna, deren Quelle sich oberhalb des Lago di Morghirolo, einem Bergsee am oberen Ende des Tals, befindet. Südlich von Dalpe bildet die Piumogna einen ersten eindrucksvollen Wasserfall, welcher auch vom Dorf aus sichtbar ist.

## Geschichte
Im 13. Jahrhundert verlief der Säumerweg des Gotthardpasses von Faido via Cornone nach Prato. 1866 wurde die heutige Ortsbürgergemeinde gegründet. Die ursprüngliche Kirche von Dalpe stammt von 1338, jene von Cornone wurde im 15. Jahrhundert erbaut. Die heutige Kirche von St. Karl und St. Bernhard stammt von 1661. Die Pfarrei wurde 1640 errichtet, als sie von jener von Prato getrennt wurde. 1904 wurde die mit Autos befahrbare Strasse eröffnet. 1957 wurde eine Melioration durchgeführt, die den Bau von Ferienhäusern beschleunigte. 1940 wurde ein Marmor-Steinbruch eröffnet, er wurde aber aufgrund der kriegerischen Ereignisse bald wieder geschlossen. 1998 wurde mit dem Bau eines kleinen Wasserkraftwerkes begonnen, das vom Bach Piumogna gespiesen wird.
Dalpe bildet nach wie vor eine eigenständige Bürgergemeinde.

## Bevölkerung
Einwohnerzahlen: Volkszählungsdaten

## Politische Behörden
Der Gemeinderat (Municipio) von Dalpe umfasst fünf Mitglieder und bildet die Exekutive. Die Legislative wird gebildet durch die Gemeindeversammlung (Assemblea comunale), an der die stimmberechtigten Bürger des Dorfes teilnehmen dürfen. Die Gemeindeversammlung nimmt ihre Aufgaben wahr gemäss Art. 13 des Tessiner Gesetzes über die Gemeindeorgane (Legge organica comunale).

## Wirtschaft
In der Vergangenheit waren die Einwohner von Dalpe fast ausschliesslich in der Landwirtschaft tätig. Im 19. Jahrhundert nahm die Bevölkerung stark ab, weil ein Grossteil der Einwohner auswanderte. Heute steht neben der Landwirtschaft vor allem das Baugewerbe im Vordergrund.

## Sehenswürdigkeiten
- Kirche Santi Carlo Borromeo e Bernardo di Mentone,[11] erbaut 1338[12]
- Oratorium San Rocco im Ortsteil Cornone, erbaut 1489[12]
- Wohnhaus Casa Chiè d’Lena[12]

## Persönlichkeiten
- Giuseppe (Giacomo) Sartore (* 5. Mai 1700 in Dalpe; † 2. Juni 1755 in Faido), Bauer; nach dem Livineraufstand von 1755 gegen die Urner wurde er als Mitbeteiligter angeklagt; die Urner Obrigkeit verurteilte ihn zum Tode durch Enthaupten; das Urteil wurde gleichentags in Faido vollstreckt.[13]
- Giovanni Francesco Pozzi (* 11. Januar 1748 in Dalpe; † 1818 in Airolo), Priester, Pfarrer in Airolo, apostolischer Protonotar, Generalvikar des Erzbischofs von Mailand, Politiker, Mitglied des kantonalen Landtages und der Tessiner Verfassungskommission[14][15]
- Giuseppe Fransioli (1. Dezember 1817 in Dalpe; † 18. Oktober 1890 in New York City), Priester, Direktor am Gymnasium Pollegio[16]
- Samuel Butler (1835–1902), britischer Schriftsteller, Komponist, Philologe, Maler und Gelehrter
- Mario Fransioli (* 28. Februar 1932 in Dalpe; † 11. September 2016 in Faido), Sekundarlehrer, Direktor der Mittelschule von Ambrì, Lokalhistoriker und Friedensrichter[17][18]